# Deutsch-Jüdisches Museum Santiago
Koordinaten: 33° 22′ 58″ S, 70° 33′ 9″ W
Das Deutsch-Jüdische Museum von Santiago (span. Museo Judío Alemán de Santiago) ist eine chilenische Kulturinstitution mit Hauptsitz in Santiago. Es hat sich im Rahmen der Erinnerungskultur zum Ziel gesetzt hat, das Erbe deutsch-jüdischer Einwanderer auf chilenischem Territorium zu bewahren. Das Museum wurde 2021 in der Kommune Vitacura gegründet und kann kostenlos besucht werden.

## Geschichte
Das Museum wurde am 18. August 2021 gegründet, anlässlich der Feierlichkeiten zum 1700-jährigen Jubiläum des Edikt von 321, worin der römische Kaiser Konstantin der Große es den Juden erlaubte öffentliche Ämter in der Colonia Claudia Ara Agrippinensium (heutigen Stadt Köln) zu bekleiden.  Dieses Dokument gilt als das erste, das Juden im öffentlichen Leben Europas würdigt.
Das Museum befindet sich auf dem Gelände der jüdischen Gemeinde Nueva B'Nei Israel, im sogenannten Jüdischen Campus von Vitacura.

## Ausstellung
Die erste Ausstellung des Museums trug den Titel „Die deutschen Juden in Chile im 19. Jahrhundert“ und zeigte eine Sammlung von Fotografien und Objekten von hohem historischen und kulturellen Wert der jüdischen Einwanderer dieser Zeit in Chile.
Die ständige Sammlung umfasst hauptsächlich Familienspenden von Objekten, die für das Judentum und die jüdische Diaspora in Chile von Bedeutung sind, darunter Fotografien, Filme, Manuskripte, Zeitungen, Zeitschriften sowie literarisches Material auf Deutsch oder Jiddisch und Stücke jüdischer Kunst.